# 장지현 (방송인)
장지현 방송인
[Position]
- 행사MC, 내레이션, 모델, 방송 진행/출연, 강의
[Profile]
- 아나운서 엔터테인먼트 아나포트(AnnPort) 아나운서
- 창원KBS 리포터
- 청주시청 아나운서
- CJ헬로비전 아나운서
- 티브로드 MC
- TV조선, HCN, FTV, 서경방송 등 프로그램 진행 다수
- 6시 내고향 창원 리포터  
[Master of Ceremony]
- KOMEA FORUM 2017 MC
- 바른정당 정책토론회 MC
- 울진해양과학교육관 착공식 MC
- 레이크힐스 경남 CC 친선골프대회 시상식 MC
- 마산 봉암유원지 주차장 준공식 MC
- 민주평화통일 경남지역회의 출범식 MC
- 10.4 정상선언 10주년 기념 특별 강연회 MC
- 소프트웨어 리더 페스티벌 MC
- 학부모와 함께하는 코딩 페스티벌 MC
- 2016 다링크 캡스톤 디자인 경진대회 MC
- 해병대 창설 기념식 및 국가안보결의대회 MC
- 3.15 의거 기념 공모전 시상식 MC
- 조선해양기자재 에너지 분야 통합 구매 상담회 MC
- 일광 낭만가요제 개막식 MC
- 창원 미르 어울림 한마당 MC
- 남해군 어린이날 축제 MC
- 남해군 미조 멸치 축제 MC
- 라온재나 재단 정기 음악회 MC
- 초록우산어린이 재단 정기 음악회 MC
- 부산광역시 중학교 진로직업체험 강의 다수
- 관공서 의전행사 및 기업 프레젠터 다수
- 기타 기업, 기관행사, MC 진행 다수